# Seventeen
„Севънтийн“ (на корейски: 세븐틴, стилизирано като SEVENTEEN или SVT), e южнокорейска (кей поп) музикална момчешка група, сформирана от компанията Pledis Entretainement през 2015 г.
Състои се от 13 членове, всеки от които част от 3-те подгрупи: „Хип-хоп група“, „Вокална група“ и „Пърформанс група“. Дискографията на Севънтийн се състои от 2 студийни албума и 5 мини албума.
Севънтийн се сдобива с репутация на „самоподдържаща се“ група, поради факта, че всички членове участват в композирането на песни, писането на текстове, както и други дейности, свързани с творчеството на групата.

## История

### Преди дебют

#### Seventeen TV
През 2013 г. Севънтийн участва в Seventeen TV – предаване, излъчвано на живо по онлайн платформата UStream. Предаването се състои от няколко сезона, по време на които „трейнитата“ (музиканти, които се обучават в компаниите, с които имат договор, преди да дебютират) правят своя дебют на екрана, подготвяйки се за изпълнения. Някои от сезоните завършват със специални „Like Seventeen“ концерти.

#### Big Debut Plan
Преди дебюта си Севънтийн участва и в риалити предаването Seventeen Project: Big Debut Plan, излъчвано по канал MBC между 2 и 26 май 2015 г. Предаването завършва с дебютното изпълнение на групата.

### Дебют със17 CaratиBoys Be
Групата прави дебюта си на 26 май на живо по канал MBC. Севънтийн е първата момчешка кей поп група, дебютирала в едночасово предаване по национална телевизия (водещи на което са изпълнителите от същата компания Лизи и Рейна). Първият мини албум 17Carat е разпространен дигитално три дни по-късно. 17Carat се превръща в най-дълго задържалият се в американските класации кей поп албум през 2015 г. Севънтийн е и единствената новосформирана група, намерила място в Billboard класацията „10 Best K-pop Albums of 2015“.
На 10 септември е издаден вторият мини албум, Boys Be, който по-късно се превръща в най-продавания албум на новосформирана група през 2015 г. Албумът печели наградите Golden Disc, Seoul Music Awards и Gaon Chart K-pop Awards в категория „групи“. Севънтийн е единствената кей поп група, класирала се в „21 Under 21 2015: Music's Hottest Young Stars“ на Billboard.
Групата провежда четиридневна поредица от новогодишни концерти, наречена Like Seventeen – Boys Wish, от 24 до 26 декември в Сеул. След постигнатия успех Севънтийн провежда още два концерта с името Like Seventeen – Boys Wish Encore Concert през февруари 2016 г.

### 2016:Love & Letter, Първо азиатско турне иGoing Seventeen
Първият студиен албум на Севънтийн, Love&Letter, излиза на 25 април 2016 г. Продадени са над 150 000 копия чрез поръчки в интернет още преди официалното излизане на албума, който по-късно се класира в Gaon Album Chart и Oricon Weekly Pop Album Charts в Япония. Групата печели награда в музикална програма за първи път благодарение на главния трак „Pretty U“.
Love & Letter е преиздаден на 4 юни, заедно със сингъла „Very Nice“. Промотирането на преиздадения албум е последвано от първото азиатско турне на групата, „Seventeen 1st Asia Tour 2016 Shining Diamonds“, състоящо се от концерти, проведени в Южна Корея, Япония, Сингапур, Австралия и Китай.
На 5 декември групата издава третия си мини албум Going Seventeen, който дебютира на първото място в Gaon Album Chart и който надминава Love & Letter по продажби.

### 2017:Al1,2017 Seventeen Project,Diamond EdgeиTeen, Age
Севънтийн провежда шест концерта в Япония с името „17 Japan Concert: Say The Name #Seventeen“ между 15 и 24 февруари. На концертите присъстват 50 000 зрители, въпреки факта, че на групата предстои да направи японския си дебют. На 1 април Севънтийн се превръща в първата кей поп група, участвала в предаването One Fine Day за втори път. Вторият сезон, озаглавен „One Fine Day in Japan“, е излъчен благодарение на сътрудничеството между южнокорейския канал MBC и японската телевизия Music On! TV.
Четвъртият мини албум на групата, Al1, излиза на 22 май 2017 г. Публикувана е поредица от записи, озаглавена „2017 Seventeen Project“, както и три музикални видеоклипа („Chapter 0.5 Before AL1“).
На 6 октомври Севънтийн слага край на първото си световно турне „2017 Seventeen 1st World Tour „Diamond Edge““, включващо концерти в тринадесет града в Азия и Северна Америка.
На 6 ноември 2017 г. е издаден вторият студиен албум на групата, Teen, Age.

## Членове

### Хип-хопгрупа
- Чуе Сунг-чол (на корейски: 최승철), известен като Ес Купс (на корейски: 에스쿱스), род. 8 август 1995 г. (29 г.)
- Джон Уону (на корейски: 전원우), известен като Уону (на корейски: 원우), род. 17 юни 1996 г. (29 г.)
- Ким Мин-гю (на корейски: 김민규), известен като Мингю (на корейски: 민규), род. 6 април 1997 г. (28 г.)
- Хансол Върнон Чуе (на корейски: 최한솔), известен като Върнон (на корейски: 버논), род. 18 февруари 1998 г. (27 г.)

### Вокална група
- Ий Джихун (на корейски: 이지훈), известен като Уузи (на корейски: 우지), род. 22 ноември 1996 г. (28 г.)
- Юн Джонг-хан (на корейски: 윤정한), известен като Джонгхан (на корейски: 정한), род. 4 октомври 1995 г. (29 г.)
- Джошуа (Джису) Хонг (на корейски: 홍지수), известен като Джошуа (на корейски: 조슈아), род. 30 декември 1995 г. (29 г.)
- Ий Сок-мин (на корейски: 이석민), известен като Ди Кей или Докьом (на корейски: 도겸), род. 18 февруари 1997 г. (28 г.)
- Бу Сунг-куан (на корейски: 부승관), известен като Сунгкуан (на корейски: 승관), род. 16 януари 1998 г. (27 г.)

### Пърформанс група
- Куон Сун-йонг (на корейски: 권순영), известен като Хоши (на корейски: 호시), род. 15 юни 1996 г. (29 г.)
- Мун Джун-хуй (на китайски: 文俊辉; на корейски: 문준휘), известен като Джун (на корейски: 준), род. 10 юни 1996 г. (29 г.)
- Со Мьонг-хо (на китайски: 徐明浩; на корейски: 서명호), известен като Ди Ейт (на корейски: 디에잇), род. 7 ноември 1997 г. (27 г.)
- Ий Чан (на корейски: 이찬), известен като Дино (на корейски: 디노), род. 11 февруари 1999 г. (26 г.)

## Филмография

### Телевизия
| Година | Канал | Име                             | Членове |
| ------ | ----- | ------------------------------- | ------- |
| 2015   | MBC   | Big Debut Plan                  | Всички  |
| 2016   | MBC   | Seventeen One Fine Day          | Всички  |
| 2017   | MBC   | Seventeen One Fine Day in Japan | Всички  |
| 2018   | Mnet  | SVT Club                        | Всички  |

## Турнета

### Азиатски
- Seventeen 1st Asia Tour 2016 Shining Diamonds (2016 г.)
- Ideal Cut (2018 г.)

### Световни
- 2017 Seventeen 1st World Tour „Diamond Edge“ (2017 г.)